# Mbandjok
Mbandjok är en ort i Kamerun.   Den ligger i regionen Centrumregionen, i den centrala delen av landet, 80 km nordost om huvudstaden Yaoundé. Mbandjok ligger 548 meter över havet och antalet invånare är 26 947.
Terrängen runt Mbandjok är huvudsakligen platt. Mbandjok ligger nere i en dal. Trakten runt Mbandjok är glesbefolkad, med 9 invånare per kvadratkilometer. Närmaste större samhälle är Nkoteng, 16,5 km nordost om Mbandjok. I omgivningarna runt Mbandjok växer i huvudsak städsegrön lövskog.